# Луи дьо Бургон
Луи, херцог на Бургундия (на френски: Louis, duc de Bourgogne, * 16 август 1682, † 18 февруари 1712) е внук на Луи ХІV и френски престолонаследник за десет месеца от април 1711 г. до смъртта си. Той е брат на испанския крал Фелипе V и баща на следващия френски крал Луи ХV.

## Младост
Роден е във Версай с типичното за Френските Бурбони име Луи. Син е на Луи дьо Бурбон, наричан Великия дофин (син на краля), и на Мария Анна Виктория Баварска.
Още от раждането си малкото дете получава титлата „херцог на Бургундия“ (duc de Bourgogne), наричан е също „син на Франция“ (fils de France) и „малкият дофин“ (le petit dauphin). Расте заедно с братята си Филип д'Анжу и Шарл дьо Бери, без майка, тъй като тя умира, когато е осемгодишен. Има лек физически недостатък - единият му крак е по-къс от другия, което го кара да куца.
Луи се жени за савойската принцеса Мари Аделаида, дъщеря на савойския херцог Виктор Амадей II. Това се случва, когато Луи е на 15 години, и е част от сделката около Туринския договор, който слага край на участието на Савоя в Деветгодишната война. Бракът е сключен на 7 декември 1697 г.

## Личност и характер
Известният историк Винсънт Кронин описва младия Луи дьо Бургон с думите „интелигентен, красив и със силна воля. Той обещаваше един ден да стане отличен крал.“ Волтер добавя: "Франция очакваше от херцога на Бургундия управление, каквото са си представяли древните мъдреци, но неговата строгост да бъде смекчена от милостта на принцесата [Мари Аделаид]..." Много по-рязък е херцог дьо Сен-Симон. Този мемоарист, известен с ненавистта си към рода на краля, не спестява отношението си и към неговия внук: „В младостта си този принц караше всеки да потреперва. Суров и избухлив до крайност, той излива яростта си дори върху обикновени предмети; гневният му характер не понася и най-малко възражение... Тираничен и жесток по природа, той притежава безмилостен сарказъм и изобличава враговете си без никаква милост.“ Не е много ласкателно отношението и на мадам дьо Ментнон. По нейните думи той „беше странно момче – с муцуна на наежена котка, гърбав и горделив дотам, че странеше от целия човешки род“.

## Военни и политически ангажименти
През 1702 г., едва 20-годишен, малкият дофин получава място във върховния съвет на Франция (Conseil d'en haut). Така старият крал опитва да компенсира разочарованието от собствения си син, известен с ограничените си умствени способности. Там Луи ХІV го обучава по същия начин, както някога Мазарини е обучавал него. По това време започва Войната за испанското наследство и Бургон е назначен за номинален главнокомандващ на армията край Рейн. Така той трябва да придобие опит, за да може един ден сам да води войските. С него като пръв помощник е опитният маршал Буфлер, но французите са надхитрени от херцог Марлборо и Евгений Савойски и отстъпват. През 1703 г. Буфлер е сменен от граф дьо Марсан, ментор на младия принц. Те заедно печелят една малка победа при Шпайер, след което Бургон е отзован във Версай.
Той отново е главнокомандващ през 1708 г., този път във Фландрия. Помощник му е друг опитен военачалник – херцог дьо Вандом. Сътрудничеството между двамата не върви добре и те спорят по всеки въпрос от военно естество. Напрежението прераства в публични скандали и води до поражението при Ауденарде. В тази битка Вандом успява да измъкне основните си сили, обвинявайки Бургон, че с поверените му части не го подкрепил достатъчно – „той стоеше и гледаше като на опера“, твърди после маршалът. Конфликтът толкова се задълбочава, че Луи ХІV се вижда принуден да изпрати военния си министър Шамияр да посредничи. Вандом се връща във Версай да обясни поведението си, а Бургон се прехвърля край Рейн. Там, заедно с граф д'Аркур, побеждават имперската армия при Хюнинген (1709), но това е последното му участие във войната.

## Смърт и наследство
След смъртта на баща му през 1711 г. Луи дьо Бургон става престолонаследник. Този важен момент в живота му е последван от ужасно събитие – през февруари 1712 г. обичаната му съпруга Мари Аделаид умира от дребна шарка. Луи остава до нея през последните ѝ часове. Той е сломен от края на девойката, която през последните години е радвала целия двор. Умира шест дни след нея от същата болест (18 февруари 1712). Неговият първороден син Луи дьо Бретан умира на 8 март, оставяйки по-малкия си брат – пак с името Луи за престолонаследник. Малкото дете (то е на 2 години) едва оцелява под грижите на преданата си дойка,Мадам дьо Вонтадур,за да стане по-късно крал Луи ХV.
Семейството на Луи дьо Бургон си отива така бързо, че той, съпругата му и синът му са погребани в общ гроб в базиликата Сен Дени.